# Argiope dietrichae
Argiope dietrichae là một loài nhện trong họ Araneidae.
Loài này thuộc chi Argiope. Argiope dietrichae được Herbert Walter Levi miêu tả năm 1983.